# Fahad Al-Bishi
Fahad Al-Harifi Al-Bishi (en árabe: فهد الهريفي البيشي‎, nacido el 10 de septiembre de 1965 en Bisha, Asir) es un exfutbolista saudita. Jugaba de centrocampista y su último club fue el Al Nassr de Arabia Saudita.
Al-Bishi desarrolló su carrera enteramente en Al Nassr. Además, fue internacional absoluto por la Selección de fútbol de Arabia Saudita y disputó las Copas Asiáticas de 1988 y 1992, así como la Copa Rey Fahd 1992 y la Copa Mundial de Fútbol de 1994.

## Carrera

### Clubes
Cuando era niño, Fahad jugaba en el Al-Nak'el Club; posteriormente, se mudó a Al Nassr mientras era un adolescente de 16 años. El técnico Paulo César Carpegiani le dio la oportunidad de mostrarse en el equipo principal en 1984.
El 29 de agosto de 1984, anotó su primer gol oficial en la ciudad saudita de Dammam, en un partido que terminó 4-1 a favor de Al Nassr.

### Selección nacional
Al-Bishi ha sido internacional con Arabia Saudita tanto en juveniles como a nivel absoluto. Representó a su país en el Campeonato Mundial Juvenil de la FIFA 1985, mientras que sus apariciones en la selección absoluta se dieron en los Juegos Asiáticos de 1986 -donde obtuvo la medalla plateada- y 1990, la Copa Asiática de 1988, en la que se consagró campeón, y 1992, cuando finalizó como máximo goleador del certamen. Entre medio de estos campeonatos, participó en la Copa Rey Fahd 1992, que lo vio finalista ante Argentina. El torneo de mayor envergadura que disputó Al-Bishi fue la Copa Mundial de Fútbol de 1994, donde jugó los cuatro partidos de su combinado en Estados Unidos. Luego de esto, se retiró del seleccionado nacional totalizando 66 partidos y 14 goles.

## Trayectoria

### Clubes
| Club     | País           | Año         |
| -------- | -------------- | ----------- |
| Al Nassr | Arabia Saudita | 1984 - 2000 |

### Selección nacional
| Selección | País           | Año         |
| --------- | -------------- | ----------- |
| Sub-20    | Arabia Saudita | 1984 - 1985 |
| Absoluta  | Arabia Saudita | 1985 - 1994 |

## Estadísticas

### Selección nacional
Fuente:
| Selección de Arabia Saudita | Selección de Arabia Saudita | Selección de Arabia Saudita |
| Año                         | Part.                       | Goles                       |
| --------------------------- | --------------------------- | --------------------------- |
| 1985                        | 12                          | 0                           |
| 1986                        | 12                          | 1                           |
| 1987                        | 0                           | 0                           |
| 1988                        | 20                          | 4                           |
| 1989                        | 5                           | 2                           |
| 1990                        | 3                           | 2                           |
| 1991                        | 0                           | 0                           |
| 1992                        | 8                           | 4                           |
| 1993                        | 0                           | 0                           |
| 1994                        | 6                           | 1                           |
| Total                       | 66                          | 14                          |

#### Goles internacionales
| No  | Fecha                    | Sede                   | Oponente               | Gol     | Resultado | Competición                                          |
| --- | ------------------------ | ---------------------- | ---------------------- | ------- | --------- | ---------------------------------------------------- |
| 1.  | 30 de marzo de 1986      | Manama, Baréin         | Irak                   | 1 gol   | 2-1       | Copa de Naciones del Golfo de 1986                   |
| 2.  | 2 de marzo de 1988       | Riad, Arabia Saudita   | Omán                   | 1 gol   | 2-0       | Copa de Naciones del Golfo de 1988                   |
| 3.  | 29 de junio de 1988      | Melbourne, Australia   | Hong Kong              | 1 gol   | 3-0       | Partido amistoso                                     |
| 4.  | 1 de julio de 1988       | Melbourne, Australia   | Hong Kong              | 1 gol   | 1-0       | Partido amistoso                                     |
| 5.  | 12 de diciembre de 1988  | Doha, Catar            | China                  | 1 gol   | 1-0       | Copa Asiática 1988                                   |
| 6.  | 15 de marzo de 1989      | Yeda, Arabia Saudita   | Siria                  | 1 gol   | 5-4       | Eliminatorias para la Copa Mundial de Fútbol de 1990 |
| 7.  | 12 de octubre de 1989    | Singapur               | China                  | 1 gol   | 1-2       | Eliminatorias para la Copa Mundial de Fútbol de 1990 |
| 8.  | 24 de septiembre de 1990 | Pekín, China           | Bangladés              | 1 gol   | 4-0       | Juegos Asiáticos de 1990                             |
| 9.  | 28 de septiembre de 1990 | Pekín, China           | Japón                  | 1 gol   | 2-0       | Juegos Asiáticos de 1990                             |
| 10. | 15 de octubre de 1992    | Riad, Arabia Saudita   | Estados Unidos         | 1 gol   | 3-0       | Copa Rey Fahd 1992                                   |
| 11. | 2 de noviembre de 1992   | Onomichi, Japón        | Tailandia              | 2 goles | 4-0       | Copa Asiática 1992                                   |
| 12. | 2 de noviembre de 1992   | Onomichi, Japón        | Tailandia              | 2 goles | 4-0       | Copa Asiática 1992                                   |
| 13. | 6 de noviembre de 1992   | Hiroshima, Japón       | Emiratos Árabes Unidos | 1 gol   | 2-0       | Copa Asiática 1992                                   |
| 14. | 4 de junio de 1994       | Pomona, Estados Unidos | Trinidad y Tobago      | 1 gol   | 3-2       | Partido amistoso                                     |

#### Participaciones en fases finales
| Torneo                                     | Sede            | Resultado        | Partidos | Goles |
| ------------------------------------------ | --------------- | ---------------- | -------- | ----- |
| Juegos Olímpicos de 1984                   | Los Ángeles     | Primera fase     | 3        | 0     |
| Campeonato Mundial Juvenil de la FIFA 1985 | Unión Soviética | Primera fase     | 3        | 0     |
| Juegos Asiáticos de 1986                   | Seúl            | Subcampeón       | 4        | 0     |
| Copa Asiática 1988                         | Catar           | Campeón          | 6        | 1     |
| Juegos Asiáticos de 1990                   | Pekín           | Cuartos de final | 3        | 2     |
| Copa Rey Fahd 1992                         | Arabia Saudita  | Subcampeón       | 2        | 1     |
| Copa Asiática 1992                         | Japón           | Subcampeón       | 5        | 3     |
| Copa Mundial de Fútbol de 1994             | Estados Unidos  | Octavos de final | 4        | 0     |

## Palmarés

### Títulos nacionales
| Título                         | Club     | País           | Año  |
| ------------------------------ | -------- | -------------- | ---- |
| Copa del Príncipe de la Corona | Al Nassr | Arabia Saudita | 1986 |
| Copa del Príncipe de la Corona | Al Nassr | Arabia Saudita | 1987 |
| Liga Profesional Saudita       | Al Nassr | Arabia Saudita | 1989 |
| Copa del Príncipe de la Corona | Al Nassr | Arabia Saudita | 1990 |
| Liga Profesional Saudita       | Al Nassr | Arabia Saudita | 1994 |
| Liga Profesional Saudita       | Al Nassr | Arabia Saudita | 1995 |
| Copa Federación                | Al Nassr | Arabia Saudita | 1998 |

### Títulos internacionales
| Título                                | Club           | Sede  | Año  |
| ------------------------------------- | -------------- | ----- | ---- |
| Copa Asiática                         | Arabia Saudita | Doha  | 1988 |
| Copa de Campeones de Clubes del Golfo | Al Nassr       | Riffa | 1996 |
| Copa de Campeones de Clubes del Golfo | Al Nassr       | Doha  | 1997 |
| Recopa de la AFC                      | Al Nassr       | Riad  | 1998 |
| Supercopa de la AFC                   | Al Nassr       | Riad  | 1998 |

(*) Incluyendo la Selección

### Distinciones individuales
| Distinción                          | Año  |
| ----------------------------------- | ---- |
| Mejor Jugador de Países Árabes      | 1988 |
| Máximo Goleador de la Copa Asiática | 1992 |